# Aquincum feltárása
Aquincum feltárása 1778-ban kezdődött, amikor egy óbudai szőlősgazda római padlófűtés (hypocaustum) maradványaira talált munka közben. A leletet Schönvisner István egyetemi könyvtáros azonosította Aquincum városával. Azóta szinte folyamatosan zajlanak a feltárások Aquincum városában, és a második világháború utáni helyreállítási munkák és a folyamatos korszerűsítések miatti óriási földmunkák során sorra kerülnek elő a föld alól az ókori emlékek, ezért a 2000 éves Aquincum nemcsak a jelenlegi romterület, hanem a teljes budai oldal és a pesti Belváros területe is.
Aquincum feltárása Magyarország legnagyobb régészeti vállalkozásának tekinthető, 2004-ig összesen 742 ásatást végeztek itt. 23 régészeti romcsoport park látható Budapesten, ezek feltárása és bemutatása néha nehézségekbe ütközik. A két legjelentősebb bemutató terület a Táborvárosi Múzeum és az Aquincumi Múzeum.

## Régészeti gyűjtemény Mátyás korában
Már Mátyás király budavári palotájában is az ő olasz humanistái összeállítottak egy gyűjteményt az ókori római emlékekből.

## Feltárás a kiegyezés után
A kiegyezés, 1867 után tárták fel ásatással a többségében a felszínig lepusztult ókori városrom összefüggő, nagy kiterjedésű épületegyüttesét. Ekkor, 1894-ben hozták létre az Aquincumi Múzeumot. A Múzeumnak nagy sikere volt, mind a múzeum, mind a romkert bővült a millenniumi ünnepségekre.

## 20. századi ásatások
Mivel Budapesten évtizedek óta szünet nélkül folynak az építkezések, ezért a régészeknek (A Budapesti Történeti Múzeum munkatársainak) folyamatosan ott kell lenniük a földmunkáknál, és ahol szükséges feltárásokat végeznek. A kutatók ott voltak a belvárosi közműhálózat felújításánál, a közlekedési vonalak bővítésénél, a hídfeljárók kialakításánál és a várost övező lakótelepek létesítésénél is (békásmegyeri, Római úti, Mocsáros-dűlői, Kaszás-dűlői, Bécsi úti, budaújlaki, és távolabb az albertfalvai, budatétényi, budaörsi, Leányka úti, őrmezei, Fehérvári úti, gazdagréti, Csepel-szigeti, Soroksári úti, újpesti, káposztásmegyeri).
Ezen ásatások során a felszínre került leletanyag nem csak számban, de minőségben is nőtt, ami a meglévő múzeum bővítését tenné szükségessé.

### Az ásatások nehézségei
Az ásatások körülményei nem ideálisak, mert többnyire a városi forgatagban, a közlekedés leállítása nélkül kell dolgozni, és az ásatásnak lépést kell tartania az adott építkezés ütemtervével. Ez nem egyszerű, mert az építkezés gépesített, míg a régészeti munka időigényes, kézi tevékenység.

### Eredmények
Az utóbbi 50 évben végzett ásatások eredményének összegzése három szinten is növelte ismereteinket. Elsőül a Római Birodalom, másodsorban Pannonia provincia, harmadrészt maga Aquincum vonatkozásában.
Első ízben Aquincumban lehetett rekonstruálni egy provinciális katonaváros teljes településrendjét, utcahálózatát, és elkülöníteni a különböző funkciókat ellátó városnegyedeket. Ugyanakkor szintén először lehetett megismerni egy polgárváros vízellátásának, csatornahálózatának teljes rendszerét, az évszázadokon keresztül zajlott változásokat, a helytartói székhellyel járó közigazgatási feladatok változását. A legújabb eredmények járultak hozzá ahhoz, hogy megismerjük a hadseregellátás módjait Aquincumból, mint a provincia központjából, vagy a légió ipari negyedének és a polgárváros üzemeinek működését, és nagy vonásokban már a kikötő és a vámhivatal működési rendszere is ismert.
Ezen 50 év ásatásai tártak fel különféle katonai táborokat és típusváltozásaikat az 1–4. századból, és teljesen új eredménynek számít a késő császárkori Aquincumnak, mint püspöki székhelynek feltárása intézményeivel, ókeresztény templomokkal, kolostorokkal, temetőkkel (bennük festett sírkamrákkal). Eszerint bizonyított, hogy a város és környéke a Nyugatrómai Császárság keretében az 5. század végéig, majd később a keresztény püspökség irányításával a 6. század végéig követi a lakosság változatlan életmódját, amit a 4. században emelt új erődfalak védenek.
Györffy György kutatásai szerint ezt a késő római erődöt nevezték a középkorban ismételten Budavárnak, az erőddé átalakított katonai amfiteátrumot pedig Kurszán várának. Erre a területre vonultak be a magyarok, ebbe a két erődbe költöztek be és az ezeket összekötő utakat vették birtokba.
Az is az utóbbi idők feltárásaiból igazolódott, hogy a Pesten a Contra-Aquincum erődben emelet római kori, ókeresztény templom romjai fölött emelkedik a Belvárosi templom, így ma Magyarországon ez az egyetlen templom, aminek több, mint másfélezer év után is ugyanaz a funkciója.

## Aquincum bemutatása külföldön
1971 és 2001 között Aquincum 25 európai nagyvárosban mutatkozott be: Hollandiában, Belgiumban, Franciaországban, korábban még a két Németországban külön, Svájcban, Olaszországban, Bulgáriában, Csehországban és Ausztriában. A kiállítandó tárgyak kiválasztásában többnyire inkább a várostörténeti értékeket vették figyelembe az esztétikaiak helyett, mert úgy gondolták, a múzeumnak felelősséggel kell számot adnia arról az eredményről, amit a felettes hatóságok támogatása, az építkezéseket végző cégek segítsége és a lakosság türelme nélkül nem tudtak volna elérni.

## Műemlékvédelmi kérdések
Az 1778-ban feltárt Schönvisner-féle római fürdő romjait még az ásatás évében védőépülettel védték. Ez a 18. századi Európában új gondolat volt a műemlékvédelem terén. Azóta Budapesten 22-re emelkedett az ókori épületegyüttesek száma.